# Esmolada

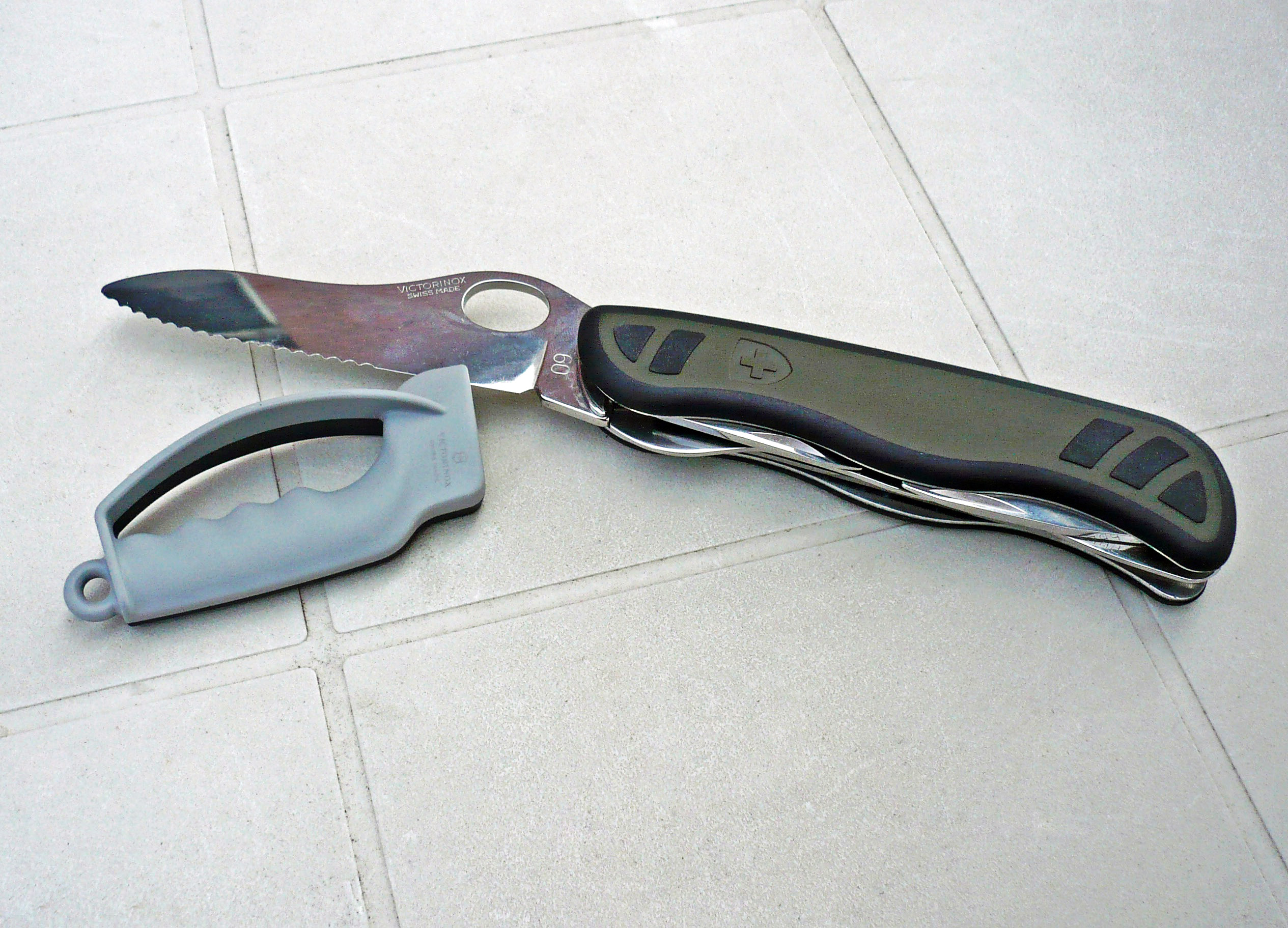
Un afilador de ganivet de carbur de tungstè de mà, amb guarda-dits, es pot utilitzar per afinar tant fulles llises com dentades en ganivets de butxaca i multi-eines.

L'esmolada, l'afiladura o l'afilament, és una tècnica utilitzada per tal d'afinar la punta de les fulles de tall de diverses eines i instruments tals com ganivets, navalles, espases, tisores, bisturis i estils entre d'altres. Aquesta tècnica consisteix en fregar el tall amb materials abrasius amb l'objectiu de desgastar parcialment el metall, fent la fulla més tallant.

## Materials per a esmolar
Per tal que hi hagi un desgast suficient per a provocar l'afiladura és necessari utilitzar un material que tingui una duresa superior a la substància que compon l'eina a ser afilada. Es pot fer una comparació utilitzant l'Escala de Mohs, que quantifica la duresa dels minerals. Així, normalment s'utilitzen, entre d'altres, minerals durs com: pols de diamant, silici finament granulat, roques compostes de minerals abrasius, etc. També poden fer servir barres d'acer carboni especialment tractat que tenen una duresa superior a l'acer comú. Exemples d'aquests artefactes, molt utilitzats amb aquesta finalitat a les cuines, hi ha les xeires i les pedres d'esmolar.
Existeixen també esmoladores industrials, que consisteixen en màquines especialment projectades per a crear superfícies de tall afilades en eines que exigeixin la presència de fulles primes, dures, precises i fiables.hi ha algunes empreses que ofereixen el servei per internet.